# Konrad Peutinger
Konrad Peutinger (14 de Outubro de 1465 – 28 de Dezembro de 1547) foi um humanista, diplomata, político, e economista alemão, educado em Bologna e Pádova. Conhecido como um renomado antiquariano, foi colecionador, com a ajuda de Marcus Welser e sua esposa Margareta Welser, de uma das maiores bibliotecas particulares ao norte dos Alpes.

## Biografia
Peutinger nasceu em Augsburgo. Estudou Direito em Pádova. Em 1497 tornou-se secretário municipal (Stadtschreiber) de Augsburgo, a qual ele representou em diversas dietas, principalmente na de Worms em 1521. Tinha uma relativa familiaridade com o Imperador Maximiliano.
Peutinger foi um dos primeiros a publicar as Inscrições Romanas (Inscriptiones Romanæ, 1520). Esta obra foi citada como o mais notável dos seus escritos sobre antiguidades clássicas.
O nome de Peutinger está associado à famosa Tabula Peutingeriana, um mapa das rotas militares do mundo conhecido dos antigos romanos, o qual foi descoberto por Conrad Celtis, que o entregou a Peutinger para ser publicado. O mapa foi publicado em 1591 pela casa publicadora de Jan Moretus com base em Antuérpia. Foi publicado na íntegra por Franz Christoph von Scheyb  (1704-1777) em 1753.
Peutinger também foi o primeiro a publicar A Origem e os Feitos dos Godos de Jordanes e a Historia Langobardorum de Paulo, o Diácono.